# Královec (přírodní rezervace)
Královec je přírodní rezervace poblíž obce Spálov v okrese Nový Jičín. Oblast spravuje Agentura ochrany přírody a krajiny ČR. Důvodem ochrany je ekosystém mokřadních společenstev lučních porostů s remízy prameništních olšin na podmáčeném podkladě kulmských hornin s výskytem zvláště chráněných druhů rostlin a živočichů.